# Antónivka (Jersón)
Antónivka (en ucraniano: Антонівка) es un pueblo ucraniano perteneciente al óblast de Jersón. Situado en el sur del país, forma parte del raión de Jersón y del municipio (hromada) de Jersón.

## Toponimia
El nombre del lugar en ruso es Antonovka (en ruso: Антоновка).

## Geografía
Antónivka es un suburbio al norte de Jersón, situado en la orilla derecha del río Dniéper.

## Historia
En 1822, el pueblo recibió el nombre de Shirokoye (en ruso: Широкое) por primera vez con colonos procedentes del óblast de Poltava.
En 1917 el lugar pasó a llamarse Antónivka. 
En medio de la Segunda Guerra Mundial, Antónivka fue ocupada por las tropas alemanas que avanzaban en 1941 hasta la noche del 13 de marzo de 1944, en el que el Ejército Rojo cruzaron el Dniéper y el 13 de marzo de 1944 liberó los pueblos de Antónivka, Kindiyka y Jersón.
En 1944, la ciudad obtuvo una estación en la línea ferroviaria Jersón-Kerch, en 1954 se abrió el puente ferroviario de Antónivka al este de la ciudad, seguido en 1985 por el puente de Antónivka.
En 1963 recibió finalmente el estatus de asentamiento de tipo urbano. A principios de 1978 existía una granja-fábrica estatal (cuya especialidad era la vinicultura y la viticultura), dos escuelas secundarias, un club, dos bibliotecas, un centro domiciliario y dos estaciones paramédicas y obstétricas. En 1985, en el territorio del pueblo, en la antigua frontera de Kindiyka y Antónivka, se construyó un puente para automóviles de Antonovski.
En 2011, la plaza sin nombre en Antónivka recibió el nombre de Viacheslav Chornovil, y al mismo tiempo se erigió en la plaza un monumento a esta destacada figura política. 
Hasta el 18 de julio de 2020, Antónivka fue parte del municipio de Jersón. El raión se abolió en julio de 2020 como parte de la reforma administrativa de Ucrania, que redujo el número de rayones del óblast de Jersón a cinco. El área del municipio de Jersón se fusionó con el raión de Jersón.En 2023, Antónivka perdió el estatus de asentamiento de tipo urbano debido a la eliminación de este estatus administrativo.
En marzo de 2022, durante la invasión rusa de Ucrania, los ocupantes rusos destruyeron el monumento. El asentamiento fue liberado para Ucrania el 12 de noviembre de 2022 tras la retirada rusa del margen derecho del Dniéper. El 6 de junio de 2023, se produjo la destrucción de la presa de Kajovka, acción atribuida al ejército ruso, lo cual llevó a la inundación de todos los alrededores de la desembocadura del río Dniéper.

## Demografía
La evolución de la población de Antónivka entre 1989 y 2021 fue la siguiente:
| 13 107                                                        | 12 790 | 12 855 | 12 777 | 12 697 |
| (Fuente: Cities & Towns of Ukraine y UKRAINE: Größere Städte) |        |        |        |        |

Según el censo de 2001, la lengua materna de la mayoría de los habitantes, el 75,45%, es el ucraniano; del 22,51%, el ruso.

## Infraestructura

### Transporte
El asentamiento está construido en la red de carreteras de Jersón. En particular, tiene acceso a la autopista M17, que va hasta la frontera con Crimea y la autopista M14, que conecta Jersón y Melitópol. La estación de tren de Antónivka se encuentra junto al asentamiento, que solía conectar Jersón con Dzhankói; sin embargo, después de la anexión rusa de Crimea en 2014, los trenes solo llegan hasta Vadim, cerca de la frontera con Crimea. Hay poco tráfico de pasajeros.